# Remigen
Remigen é uma comuna da Suíça, situada no distrito de Brugg, no cantão de Argóvia. Tem 7,87 km² de área e sua população em 2018 foi estimada em 1.135 habitantes.